# 金津インターチェンジ
金津インターチェンジ（かなづインターチェンジ）は、福井県あわら市熊坂にある北陸自動車道のインターチェンジである。

## 歴史
- 1982年（昭和57年）
  - 3月19日 - 用地調印[5]。
  - 6月10日 - 福井県と工事受託契約を締結[5]。
  - 6月30日 - 土木工事発注[5]。
- 1983年（昭和58年）
  - 6月7日 - PC上部工事を発注[5]。
  - 12月7日 - 管理施設工事発注[5]。
- 1984年（昭和59年）
  - 2月20日 - 舗装工事を発注[6]。
  - 8月7日 - 完了検査[6]。
  - 9月27日 - 北陸自動車道の丸岡IC - 加賀IC間に新設[1]、供用開始[1][2][3]。
- 2018年（平成30年） - 当ICを含む丸岡IC - 加賀IC間において、大雪時にタイヤチェーンの装着が義務化される区間に指定（スタッドレスタイヤ装着車両も対象）[7][8][9]。

## 道路
- E8 北陸自動車道（11番）

直接接続
- 福井県道37号金津インター線[2]

間接接続
- 国道8号

## 料金所
- ブース数：4

### 入口
- ブース数：2
  - ETC専用：1
  - ETC/一般：1

### 出口
- ブース数：2
  - ETC専用：1
  - ETC/一般：1

## 周辺
- ハピラインふくい線 牛ノ谷駅[10][11][12]
- 牛ノ谷峠（国道8号）[13]
- 金津創作の森

## 隣
E8 北陸自動車道
(10)丸岡IC - 女形谷PA - (11)金津IC - (12)加賀IC